# Vodoteč
Vodoteč je naselje u Ličko-senjskoj županiji u općini Brinje s oko 98 stanovnika (popis iz 2001.).

## Stanovništvo
| broj stanovnika | 2395  | 2602  | 2619  | 3093  | 3189  | 3257  | 3234  | 2817  | 924   | 939   | 682   | 374   | 272   | 181   | 98    | 69    | 33    |
|                 | 1857. | 1869. | 1880. | 1890. | 1900. | 1910. | 1921. | 1931. | 1948. | 1953. | 1961. | 1971. | 1981. | 1991. | 2001. | 2011. | 2021. |

- 2001. – 98
- 1991. – 181 (Srbi – 159, Hrvati – 12, Jugoslaveni – 5, ostali – 5)
- 1981. – 272 (Srbi – 213, Jugoslaveni – 44, Hrvati – 12, ostali – 3)
- 1971. – 374 (Srbi – 345, Hrvati – 16, Jugoslaveni – 6, ostali – 7)

## Gospodarstvo
U Vodoteču je jedna među najvećim farmama junadi u Hrvatskoj, s godišnjom proizvodnjom od 3000 komada.

## Znamenitosti
U pravoslavnoj crkvi u Vodoteču, stradaloj u Drugom svjetskom ratu, nalazio se ikonostas izrađen 1894. – 1896. u Obrtnoj školi u Zagrebu prema projektima arhitekta Hermana Bolléa. 